# Атлетика на Летњим параолимпијским играма 2016 — маратон за жене
Маратон за жене, била је једна од 29 дисциплина атлетског програма на Летњим параолимпијским играма 2016. у Рио де Жанеиру, Бразил. Такмичење је одржано 18. септембра  на Копакабани.

## Земље учеснице
Учествовало је 21 такмичарки из 8 земаља.
1. Аустралија (1)
2. Бразил (3)
3. Јапан (4)
4. Кина (3)
5. Мексико (1)
6. САД (5)
7. Швајцарска (2)
8. Шпанија (2)

## Рекорди пре почетка такмичења
(стање 8. септембра 2016)

### Класа Т11
| Рекорди пре почетка Параолимпијских игара 2016.     | Рекорди пре почетка Параолимпијских игара 2016. | Рекорди пре почетка Параолимпијских игара 2016. | Рекорди пре почетка Параолимпијских игара 2016. | Рекорди пре почетка Параолимпијских игара 2016. | Рекорди пре почетка Параолимпијских игара 2016. |
| --------------------------------------------------- | ----------------------------------------------- | ----------------------------------------------- | ----------------------------------------------- | ----------------------------------------------- | ----------------------------------------------- |
| Светски рекорд                                      | 3:26:18                                         | Регина Волбрехт                                 | Немачка                                         | Лондон, Уједињено Краљевство                    | 26. април 2015.                                 |
| Рекорди после завршених Параолимпијских игара 2016. |                                                 |                                                 |                                                 |                                                 |                                                 |
| Светски рекорд                                      | 3:19:46                                         | Ђин Џенг                                        | Кина                                            | Рио де Жанеиро, Бразил                          | 18. септембар 2016.                             |
| Параолимпијски рекорд                               | 3:19:46                                         | Ђин Џенг                                        | Кина                                            | Рио де Жанеиро, Бразил                          | 18. септембар 2016.                             |

### Класа Т12
| Рекорди пре почетка Параолимпијских игара 2016.     | Рекорди пре почетка Параолимпијских игара 2016. | Рекорди пре почетка Параолимпијских игара 2016. | Рекорди пре почетка Параолимпијских игара 2016. | Рекорди пре почетка Параолимпијских игара 2016. | Рекорди пре почетка Параолимпијских игара 2016. |
| --------------------------------------------------- | ----------------------------------------------- | ----------------------------------------------- | ----------------------------------------------- | ----------------------------------------------- | ----------------------------------------------- |
| Светски рекорд                                      | 2:58:23                                         | Елена Паутова                                   | Русија                                          | Лондон, Уједињено Краљевство                    | 26. април 2015.                                 |
| Рекорди после завршених Параолимпијских игара 2016. |                                                 |                                                 |                                                 |                                                 |                                                 |
| Параолимпијски рекорд                               | 3:01:43                                         | Елена Конгост                                   | Шпанија                                         | Рио де Жанеиро, Бразил                          | 18. септембар 2016.                             |

### Класе Т53 и Т54
| Рекорди пре почетка Параолимпијских игара 2016.     | Рекорди пре почетка Параолимпијских игара 2016. | Рекорди пре почетка Параолимпијских игара 2016. | Рекорди пре почетка Параолимпијских игара 2016. | Рекорди пре почетка Параолимпијских игара 2016. | Рекорди пре почетка Параолимпијских игара 2016. |
| --------------------------------------------------- | ----------------------------------------------- | ----------------------------------------------- | ----------------------------------------------- | ----------------------------------------------- | ----------------------------------------------- |
| Светски рекорд                                      | 1:38:07                                         | Мануела Шар                                     | Швајцарска                                      | Оита, Јапан                                     | 27. октобар 2015.                               |
| Светски рекорд                                      | 1:38:07                                         | Цучида Вакако                                   | Јапан                                           | Оита, Јапан                                     | 27. октобар 2015.                               |
| Параолимпијски рекорд                               | 1:39:59                                         | Едит Волф                                       | Швајцарска                                      | Пекинг, Кина                                    | 27. септембар 2008.                             |
| Рекорди после завршених Параолимпијских игара 2016. |                                                 |                                                 |                                                 |                                                 |                                                 |
| Параолимпијски рекорд                               | 1:38:44                                         | Лихунг Цоу                                      | Кина                                            | Рио де Жанеиро, Бразил                          | 18. септембар 2016.                             |
| Параолимпијски рекорд                               | 1:38:44                                         | Татјана Мекфаден                                | Сједињене Државе                                | Рио де Жанеиро, Бразил                          | 18. септембар 2016.                             |

## Сатница
| Датум               | Време | Класа     | Ниво   |
| ------------------- | ----- | --------- | ------ |
| 18. септембар 2016. | 9:00  | Т11 и Т12 | Финале |
| 18. септембар 2016. | 12:31 | Т53 и Т54 | Финале |

Сва времена су по локалном времену (UTC+3)

## Освајачи медаља

### Класе Т11 и Т12
|                         |                         |                                     |
| Елена Конгост · Шпанија | Мисато Мичишита · Јапан | Еднеуса Јесус Сантос Дорта · Бразил |

### Класе Т53 и Т54
|                   |                        |                       |
| Лихунг Цоу · Кина | Татјана Мекфаден · САД | Аманда Мекгрори · САД |

## Резултати

### Финале

#### Класе Т11 и Т12
Такмичење је одржано 18.9.2016. годину у 9:00,,
| Пласман | Атлетичарка                        | Земља   | Класа | ЛР      | ЛРС     | Резултат | Белешка        |
| ------- | ---------------------------------- | ------- | ----- | ------- | ------- | -------- | -------------- |
|         | Елена Конгост                      | Шпанија | Т12   | 3:02:50 |         | 3:01:43  | ПР, ЛР         |
|         | Мисато Мичишита                    | Јапан   | Т12   | 2:59:21 | 3:03:42 | 3:06:52  |                |
|         | Еднеуса Јесус Сантос Дорта         | Бразил  | Т12   | 3:03:07 | 3:03:07 | 3:18:38  |                |
| 4.      | Ђин Џенг                           | Кина    | Т11   | 3:13:15 | 3:13:15 | 3:19:46  | СР, ПР, РР, ЛР |
| 5.      | Хироко Кондо                       | Јапан   | Т12   | 3:18:05 | 3:18:05 | 3:23:12  |                |
|         | Михоко Нишијима                    | Јапан   | Т12   | 3:12:25 | 3:23:47 | НЗ       |                |
|         | Марија дел Кармен Паредес Родригез | Шпанија | Т12   | 2:59:22 |         | НЗ       |                |

##### Пролазна времена класа Т11 и Т12
| Дистанца    | Време   | Атлетичарка   | Земља   |
| ----------- | ------- | ------------- | ------- |
| 5 км        | 21:37   | Елена Конгост | Шпанија |
| 10 км       | 43:16   | Елена Конгост | Шпанија |
| 15 км       | 1:04:41 | Елена Конгост | Шпанија |
| 20 км       | 1:25:59 | Елена Конгост | Шпанија |
| полумаратон | 1:30:41 | Елена Конгост | Шпанија |
| 25 км       | 1:47:23 | Елена Конгост | Шпанија |
| 30 км       | 2:08:46 | Елена Конгост | Шпанија |
| 35 км       | 2:30:40 | Елена Конгост | Шпанија |
| 40 км       | 2:51:54 | Елена Конгост | Шпанија |

#### Класе Т53 и Т54
Такмичење је одржано 18.9.2016. годину у 12:31,,
| Пласман | Атлетичарка                    | Земља      | Класа | ЛР      | ЛРС     | Резултат | Белешка       |
| ------- | ------------------------------ | ---------- | ----- | ------- | ------- | -------- | ------------- |
|         | Лихунг Цоу                     | Кина       | Т54   | 1:52:42 | 1:52:42 | 1:38:44  | ПР, РР, ЛР    |
|         | Татјана Мекфаден               | САД        | Т54   | 1:35:06 | 1:41:14 | 1:38:44  | =ПР, =РР, ЛРС |
|         | Аманда Мекгрори                | САД        | Т54   | 1:36:39 | 1:47:41 | 1:38:45  | ЛРС           |
| 4.      | Цучида Вакако                  | Јапан      | Т54   | 1:34:06 | 1:41:04 | 1:38:45  | ЛРС           |
| 5.      | Ширли Рајли                    | САД        | Т53   | 1:37:36 | 2:04:12 | 1:38:46  | ЛРС           |
| 6.      | Мануела Шар                    | Швајцарска | Т54   | 1:38:07 | 1:43:30 | 1:38:46  | РР, ЛРС       |
| 7.      | Сузана Скарони                 | САД        | Т54   | 1:42:46 | 1:46:53 | 1:38:47  | ЛР            |
| 8.      | Сандра Граф                    | Швајцарска | Т54   | 1:44:40 | 1:52:49 | 1:38:52  | ЛР            |
| 9.      | Кристи Доз                     | Аустралија | Т54   | 1:43:45 | 1:43:45 | 1:42:59  | РР, ЛР        |
| 10.     | Алин Роша                      | Бразил     | Т54   | 1:41:40 | 1:41:40 | 1:43:01  |               |
| 11.     | Ђинг Ма                        | Кина       | Т54   | 1:49:10 | 2:01:17 | 1:51:48  | ЛРС           |
| 12.     | Алисиа Ибара Барахас           | Мексико    | Т54   | 1:49:27 | 1:49:27 | 1:56:46  |               |
|         | Челси Мекламер                 | САД        | Т53   | 1:45:33 | 1:55:58 | НЗ       |               |
|         | Марија де Фатима Фонсека Шавез | Бразил     | Т54   | 1:41:42 | 1:41:42 | НЗ       |               |

##### Пролазна времена класа Т53 и Т54
| Дистанца    | Време   | Атлетичарка      | Земља      |
| ----------- | ------- | ---------------- | ---------- |
| 5 км        | 11:03   | Сузана Скарони   | САД        |
| 10 км       | 22:13   | Татјана Мекфаден | САД        |
| 15 км       | 33:55   | Мануела Шар      | Швајцарска |
| 20 км       | 45:08   | Аманда Мекгрори  | САД        |
| полумаратон | 47:35   | Татјана Мекфаден | САД        |
| 25 км       | 57:01   | Сузана Скарони   | САД        |
| 30 км       | 1:08:52 | Лихунг Цоу       | Кина       |
| 35 км       | 1:21:45 | Сандра Граф      | Швајцарска |
| 40 км       | 1:33:43 | Татјана Мекфаден | САД        |